# Gare de Tirkount
La gare de Tirkount, est une ancienne halte ferroviaire algérienne située dans la commune de Aïn Sefra, dans la wilaya de Naâma.

## Situation ferroviaire
Établie à une altitude de 1 185,880 m, la gare est située au point kilométrique (PK) 382,323 de la ligne de Oued Tlelat à Béchar, où elle est précédée de l'ancienne gare de Boughelaba et suivie de la gare de Aïn Sefra.

## Histoire
La gare est mise en service en 1887 lors de l'ouverture de la section de Mécheria à Aïn Sefra de l'ancienne ligne à voie étroite d'Oran à Kenadsa via Saïda. Précédée de l'ancienne gare de Boughelaba et suivie de la gare de Aïn Sefra, elle était située au PK 480,400 de cette ligne,,.
Cette gare fait partie des gares fortifiées en Algérie construites par l'armée française entre 1881 et 1906 le long de la ligne entre Saïda et Béchar.

## Service des voyageurs

### Dessertes
En 2023, cette halte n'est pas desservie par les trains de la Société nationale des transports ferroviaires.